# Tombarthite-(Y)
La tombarthite-(Y) è un minerale.